# Christian Epidemic
A Christian Epidemic egy 1996-ban alakult magyar black-death metal zenekar.

## Története
Az első, angol nyelvű demókazetta még Euthanasia címen jelent meg, ezután váltottak Christian Epidemic-re. Az eredeti felállás: Széles L. Zsolt (ének, gitár), Kocsis Zoltán (gitár), Kocsis Imre (dobok) és Eszenyi Imre (basszusgitár).
A következő demó elkészítése után országos turnéra következett más kezdő death metal zenekarok társaságában. Ugyancsak az 1998-as évben először léphettek fel a Sziget Fesztiválon. 2000-ben a zenekar a győri Nephilim kiadóval kötött lemezszerződést és a bemutatkozó album már egy megváltozott felállással került rögzítésre.
A Watch My Dyingba távozott Eszenyi helyett Nagy László lett a basszusgitáros, és Nagy Antal személyében egy szintetizátorossal bővült a csapat. Az Isteni orgia című album lemezbemutató turnéja a Pokolgép előzenekaraként zajlott. 2001 májusában vonultak ismét stúdióba, hogy elkészítsék a második Christian Epidemic-albumot, amely végül dupla (magyar és angol nyelvű) lemezként, Eltörölt világ/World Erased címmel jelent meg a következő évben a Nail Records gondozásában.
2003-tól folyamatos tagcserék mellett működött a zenekar. Többször az együttesen belüli hangszercserével oldották meg a kiválások okozta zenészhiányt
2005 januárjában a Nail Records újra kiadta az Isteni orgiát, a második albumhoz hasonlóan angol-magyar formában. Közben már az új nagylemezen dolgozott a zenekar, mely Könnyek könyve/Tome of Tears címmel 2005 nyarán jelent meg. A felvételen a Széles L. Zsolt (ének, basszusgitár), Kocsis Zoltán (gitár), Kocsis Imre (dobok), Hummel Barnabás (szintetizátor) és Vénusz Tamás (gitár) felállású Christian Epidemic szerepel.
A 2006-os év mindenképpen a zenekar csúcsévének[forrás?] mondható. Rengeteg telt házas[forrás?] koncert mellett lezajlott egy cseh-lengyel miniturné, majd egy korszak végére a Wigwamban megtartott 10 éves születésnapi koncert tette fel a pontot. Újabb koncertek és tagcserék következtek. 2007-ben többek között a frontember Széles L. Zsolt is távozott (majd 2009-ben egy rövid szünet után visszatért a zenekarba). 2010-ben Nagy Antal és Nagy László távozott a zenekarból, ekkor egy tehetséges fiatal gitáros, Garami Gábor csatlakozott.
A zenekar 2010. december elején bevonult az Audioplanet stúdióba, ahol 8 vadonatúj nótát rögzítettek magyar és angol nyelven. A negyedik album lemezbemutató koncertje a 2011-es "Open Air Hungary MetalFest"-en volt, olyan zenekarokkal mint a Kreator, Cradle of Filth, Sabaton, Saxon, Arch Enemy, Kataklysm.
2011-ben megjelent a negyedik album Pusztítástan/Primordial Soul címmel, majd koncertek és fesztiválok következtek az elkövetkező pár évben. A zenekar felállásában közel 3 éven át nem történt változás.
2013 és 2014 szintén folyamatos koncertezés és fesztivál fellépésekkel és tagcserével telt el. Garami Gábor helyére visszatért Borhidi Gábor gitáros. 2014 augusztusában rögzítettek egy dalt a szolnoki Denevér Stúdióban. A dal, amely már megjelent a Pusztítástan albumon az 1000 harang volt. A felvétel különlegessége, hogy magyar és német nyelven került rögzítésre.
2015 szeptemberében kezdtek el dolgozni az új albumon a Denevér stúdióban. A Christian Epidemic 5. nagylemeze a Sírba szánt teremtés címet kapta. Ezt az albumot 3 nyelven, a magyar mellett angolul (Destiny Search címmel) és németül (Schicksalssuche címmel) is rögzítették. A magyar HammerWorld metalmagazin 2015 decemberi mellékleteként közel tízezer példányban[forrás?] jutott el a metal zene kedvelőihez a magyar nyelvű verzió. A komplett 3CD-s box hivatalos megjelenése: 2016. január 24. volt.

## Tagok
Jelenlegi felállás
- Széles L. Zsolt – ének, gitár (1996-2004) ének, basszusgitár (2005-napjainkig)
- Kocsis Imre – dobok (1996-napjainkig)
- Borhidi Gábor Dávid – gitár (2006-2008, 2013-napjainkig)
- Hernyák Szabolcs – gitár (2023-napjainkig)
- Daróci Attila – szintetizátor (2023-napjainkig)

Korábbi tagok
- Kocsis Zoltán – gitár (1996-2022)
- Nagy László – basszusgitár, ének (2000-2003, 2007-2008)
- Nagy Antal – gitár (2008-2010), basszusgitár (2004), szintetizátor (1999-2003)
- Eszenyi Imre – basszusgitár (1996-1999)
- Kozma Melinda – szintetizátor (2003)
- Vénusz Tamás – gitár (2005-2006)
- Pósfai József – ének (2007-2008)
- Garami Gábor – gitár (2010-2013)
- Hummel Barnabás – szintetizátor (2004-2018)
- Kapuszta Tibor – ének (2018-2022)
- Tajti-Szántó Anett – szintetizátor (2018-2022)

## Diszkográfia
| Album                          | Típus      | Év   | Kiadó        |
| ------------------------------ | ---------- | ---- | ------------ |
| Remember                       | demó       | 1996 |              |
| Thought Creating God           | demó       | 1997 |              |
| Gyász                          | EP         | 1999 |              |
| Isteni orgia                   | album      | 2000 | Nephilim     |
| Eltörölt világ / World Erase   | album      | 2002 | Nail Records |
| Isteni orgia / Divine Orgy     | újrakiadás | 2005 | Nail Records |
| Könnyek könyve / Tome of Tears | album      | 2005 | Nail Records |
| Pusztítástan / Primordial Soul | album      | 2011 | Nail Records |
| Sírba szánt teremtés           | album      | 2015 | Nail Records |